# 하루나 (전함)
하루나(일본어: 榛名)는 일본제국 해군의 전함으로 곤고급 전함의 3번함이다.

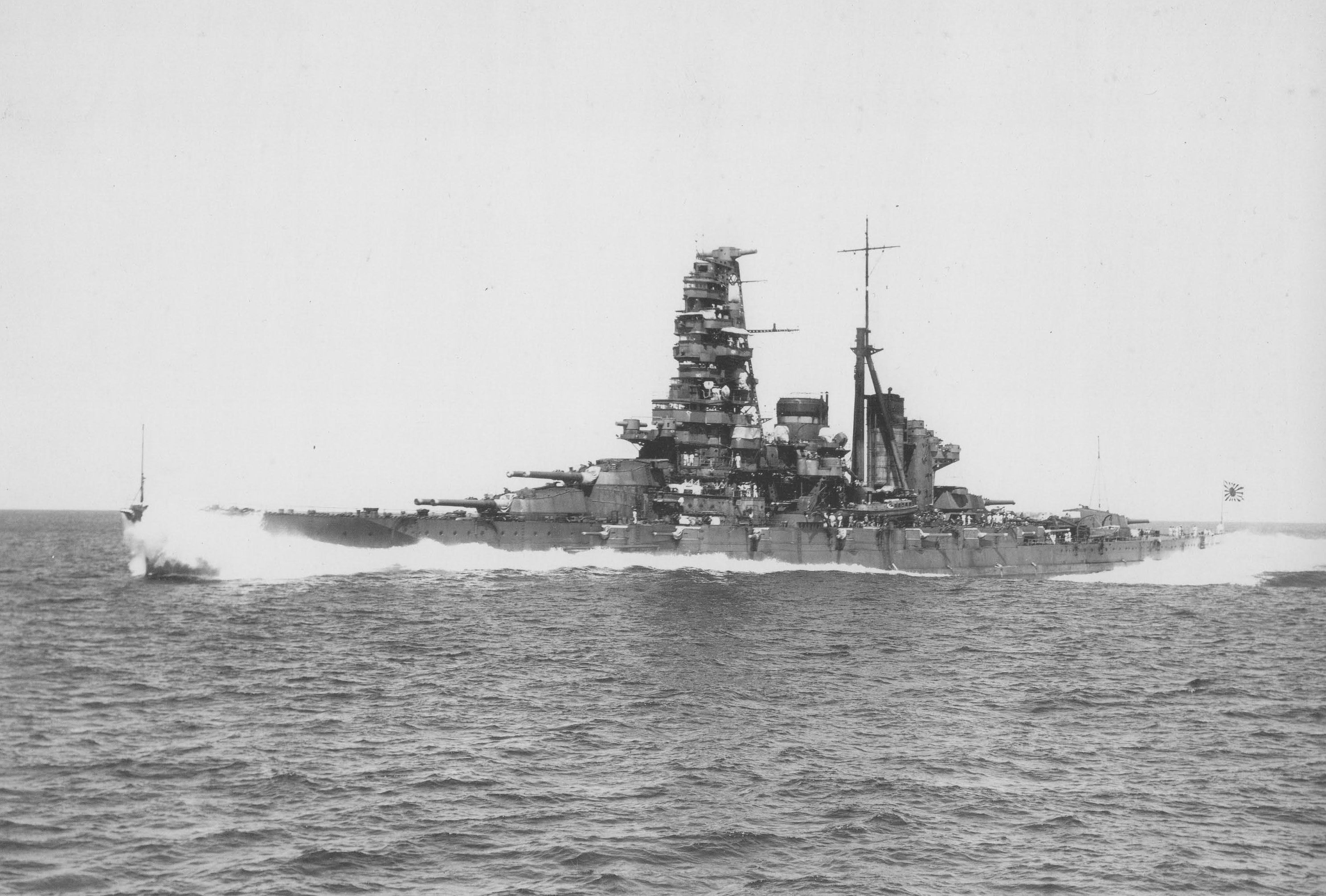
1934년의 하루나 (2차개장 후)

## 함명 유래
하루나의 함명은 군마현에 있는 조모 삼산(上毛三山) 중 하나인 하루나 산에서 따왔다. 전함임에도 불구하고 옛 쿠니(國)의 명칭이 아닌(전함 야마토, 무사시, 항공모함 시나노는 엄밀히 따지면 각각 고대국가, 검객, 강의 이름에서 따온게 아니라 역시 옛 쿠니의 명칭에서 따왔다.) 산악명을 쓴 이유는 이 배를 포함한 공고급은 당초 「장갑순양함」으로서 계획되었기 때문에 일등순양함의 명명관례에 따른 것이다.

## 건조 경위
이 배는 당초 「제2호 장갑순양함」으로 계획되었으며 1911년 4월 고베가와사키조선소(후일 가와사키 중공업)에 발주되었다. 이 배는 이제껏 주력함이 해외발주나 해군공창에서 밖에 건조되지 않았던 바, 이른바 주력함으로선 처음으로 민간조선소에 발주된 함이다. 한편 미츠비시합자회사 나가사키조선소(후일 미츠비시 중공업)에서도 「제3호 장갑순양함」(후일 키리시마)이 발주되었고 공정의 진척이 거의 동시에 이루어져서 두 회사는 심한 경쟁의식을 지니고 건조에 임하게 된다. 공사가 어느 정도 진행된 1914년 한 비극이 일어난다. 11월 18일에 기관 계류 시운전이 예정되어 있었는데 직전에 고장이 발견되어서 예정이 6일 늦춰졌다. 원래대로라면 시운전이 실시되었을 18일 아침 기관건조 최고책임자인 가와사키조선소 기공작부장 시노다 코타로가 자살한 것이다. 유서는 없었지만 계류 기관 시운전 지연의 책임을 느끼고 있었다는 것은 명백하였다. 당시의 군함건조는 그렇게 중대한 책임감을 가지고 이루어졌다. 시노다가 죽은지 반년 후 순양전함 하루나는 자매함 키리시마와 동시에 준공, 해군 요코스카 진수부(鎭守府)에 인도되었다. 이 이후 민간조선소에서도 주력함 건조가 이뤄지게 된다.

## 신조시의 특징 등
메인기관에는 가와사키 조선소와 기술제휴를 맺은 존 브라운사의 브라운 커티스식 직결터빈을 가와사키 조선소에서 제작하여 이 배에만 탑재했다. 이것은 하나의 터빈에서 압력이 다른 복수의 실린더로 나눠서 출력하는 엔진으로 각각의 실린더를 추진축에 직결하여 1기당 2개의 추진축을 움직이는 것이었다. 무장 상의 특징으로는 주포에 종래의 빅커스사 제품이 아닌 국산 41식 36cm포(정확히는 14인치=35.6cm포)가 이 배부터 채용되었다. 또 부포는 양현의 갑판에서 약간 낮은 포곽에 한쪽 현 8문 계16문을 신조시에 장비했는데 제1차 세계대전 이후 전함이 주포를 서로 쏴대는 상황에선 사정거리가 짧고 사계(射界)가 좁은 소구경포가 이용될 기회가 격감하여 나중에 중량경감이나 불침대책의 명목으로 철거된다. 먼저 1932년에는 대공기총증설에 의한 중량경감으로 양현 최전방의 1,2번 부포를 철거, 태평양전쟁 중인 1944년 2월 전후로 또 6문을 철거하여 전쟁 후반에는 각 현 4문 계8문을 남긴 상태가 되었다. 더욱이 다른 공고급 전함과 마찬가지로 하루나도 신조시에 53.3cm어뢰발사관을 각 현 4문씩 계8문을 장비하였다. 이것은 좌우대칭이 아닌 약간 비낀 위치이며 흘수선 아래에 고정되어있다. 당시엔 포전거리가 짧다고 상정하여 파괴력이 뛰어난 어뢰를 병용했기 때문이라고 생각할 수도 있는데 포전거리의 연장에 아울러 이 배의 발사관이 실전에서 사용되었다는 기록은 없다. 이 발사관에 관해선 나중에 철거되었다거나 2차 개장 이후에도 남아있었다고도 하는데 신조시에 장비되었다는 것 이외에는 명확한 정보가 없다고 한다.

## 함력
1912년 3월 16일 가와사키 고베조선소에서 기공되었으며, 1913년 12월 14일 진수되어 1915년 3월 19일 순양전함으로서 준공되고, 이후 요코스카 진수부에 입적하여 같은 해 12월에 제2함대 3전대로 자매함 3척과 같이 편입되었다. 1916년 먼저 영국 해군에 의해 도입된 방위반 사격조준장치(단 시험작)를 일본해군에서 처음으로 탑재하였다. 이것은 모든 포문이 동일목표를 공격할 때 일괄적으로 지향, 발사를 행하는 일종의 원격조종시스템이다.
이 전후는 제1차 세계대전이 한창일 때로 일본도 연합국으로 참전함에 따라 이 배도 중국 및 중국 북부, 러시아 방면 등의 경비활동을 하였다. 1920년 9월 20일 시베리아 출병 지원을 준비하여 홋카이도 시리베시지청 근해에서 전투훈련 중 1번 포탑 안에서 유탄이 파열하는 「당중(膅中)폭발」사고가 발생, 15명의 사상자와 선체전역에 이르는 손상을 입고 수리를 위해 요코스카로 회항한다. 한편 제1차 세계대전 중 유틀란트 해전의 결과 원거리포전 중 수직낙하하는 적 포탄에 대해 순양전함 수평방어력의 허약함이 문제시되었고 이를 개선할 필요가 생겨 이미 수리를 위해 들어와 있던 이 배도 먼저 이를 따라 방어강화와 주포사정거리연장 등을 시행했다. 그러나 개장 중이던 1921년에 워싱턴해군군축조약이 체결되어, 이 배를 포함한 공고급의 대체함으로 생각하고 있던 아마기급을 건조중지하고 공고급을 근대화하여 제1선의 전력유지를 도모하는 것으로 하여 마침 개장을 일시적으로 끝내고 연습함으로 현역에서 빠져있었던 이 배는 1924년에 다시 근대화 대개장을 하게 된다. 결과적으로 하루나는 제1차 근대개장을 처음으로 받은 함이 되었다. 이는 종래의 석탄, 중유혼소(混燒) 보일러에서 중유전소(專燒) 보일러로 바꾸고 상부구조물과 선체의 대폭근대화를 포함한 개장으로, 이제까지 낮은 사령탑과 높은 망루 조합이던 함교가 나중에 일본전함의 특징이라 할 수 있는 중후한 "성곽형 장루(파고다 마스트)"로 바뀌는 것도 이 배가 최초였다. 또 이 개장에 의해 속력이 25노트로 저하되는 바람에 1931년 6월 1일부로 자매함 3척과 같이 순양전함에서 전함으로 함종이 변경되었다. 또 공고급 전함 모두 혼소보일러를 전부 전소보일러로 바꿀 예정이었으나 예산부족으로 이 배만 이 시점에서 혼소보일러를 일부 남기게 된다. 이 일련의 개장을 결과로 이 배는 일본해군에선 이례적으로 장기간인 8년간이나 현역에서 물러나 있게 되었다.
일련의 개장을 마친 1928년 쇼와 천황의 즉위를 기념하여 12월 4일에 거행된 대례특별 관함식에서 이 배에 일왕이 승선하였다. 더불어 관함식에는 메이지 이래로 참가함선이 가장 많았으며 외국의 참가함도 많았다고 한다. 1931년 11월 8일 구마모토 행행(行幸)에서도 일왕이 승선하였다. 만주사변에 의해 중일 간의 긴장감이 심해지고 1937년 중일전쟁으로 발전되어가는 과정에서는 하루나도 가끔씩 중국방면으로 경계활동을 나갔다. 그 다양한 정세 속에서 일찌감치 대공, 항공무장등 세세한 추가개장을 받으며 1933년 9월 해군군축조약 실효를 노리고 두 번째 대규모 근대화개장을 실시하게 되었고 이번에도 자매함들 중에선 가장 최초였다. 약 1년에 걸친 이 제2차 근대화개장에선 동력부의 쇄신과 선체, 상부구조물의 근대화개장이 이뤄졌고 출력을 신조시의 배로 하여 속력도 30노트를 넘는 고속전함(공식분류는 어디까지나 전함이지만 이 이후의 공고급 전함은 일반적으로 이렇게 칭한다.)으로 다시 태어났다. 근대화 개장이 가장 빨랐던 이 배는 포전거리연장에 아울러서 높아진 후부함교를 후부연돌과 인접시켰는데 그 배열(排熱)의 영향이 커서 나중에 개장된 키리시마 등에선 후부함교를 후방으로 경사지게 하여 배열을 피한 공사를 하였고 이 점이 하루나와 다른 자매함을 구분할 때 커다란 특징 중 하나가 되었다. 또 공고, 히에이에선 주포탑측면이 각져있는데 비해 하루나, 키리시마에선 주포탑측면에 약간 둥글게 잡힌 점도 공고급 자매함들을 구분하는 특징 중 하나이다. (하루나는 두개의 연돌사이 공간이 다른 자매함보다 약간 넓은 것도 특징)
제2차 근대화개장을 마친 1934년에 사세보 진수부로 이적. 이제 대미전쟁을 피할 수 없다고 판단한 1941년 10월 무렵 출전준비로서 자기유도어뢰를 교란시키는 현외전로와 Bulge(피탄에 의한 침수를 막기 위해 현측 수선 아래에 잡은 돌출부)에 수밀강관(水密鋼管)충전 등을 실시했다.

### 태평양전쟁
개전 시엔 타카마 타모츠 대좌를 함장으로 한 제1함대에 소속, 미카와 군이치 중장이 이끄는 제3전대에 자매함 3척과 같이 배속되어 공고와 함께 제1소대를 짜서 남방작전 지원에 나섰다. 1941년 12월 4일에 마코를 거점으로 출격하여 육군의 말레이 상륙작전지원을 시작으로 필리핀 상륙작전, 네덜란드령 인도네시아공략을 지원했다. 이 사이 싱가포르에서 출격한 영국 전함 프린스 오브 웨일스, 순양전함 리펄스를 중심으로한 동양함대를 요격할 심산으로 조우를 도모하지만 동양함대가 항공대에 괴멸되어서 만나지 못했던 일도 있었다. (말레이 해전)
1942년 2월에는 진주만 공습 등을 마치고 회항한 나구모의 기동부대와 합류 자매함 4척이 모두 인도양 작전에 종사하였고 3월 1일에 자와섬 근해에서 호주로 도주하던 미 구축함 에드솔을 동료함과 함께 포격으로 격침시켰고, 3월 7일엔 크리스마스섬에 포격을 가했다.
6월 5일 미드웨이 해전에선 키리시마와 같이 기동부대의 호위를 맡았는데 아군 항모부대는 전멸하고, 공격을 받고 불타던 항모 히류의 승조원을 구조했지만 하루나 자신도 지근탄을 맞고 손상을 입었다. 귀환 후 타카마 함장(5월에 소장진급)이 제4수뢰전대 사령관으로 전속, 6월 22일 후임 이시이 타카유키 대좌가 함장으로 취임했다. 또 7월 14일에는 소속을 제2함대(전함부대를 주력으로 하는)로 옮겨서 공고와 같이 제3전대를 재편성했다. (히에이, 키리시마는 제11전대를 편성하고 제3함대에 편입)
9월 격화되던 과달카날 전투에 참가하기 위해 전진부대 본체에 편입되어 추크 섬으로 본거지를 옮겼다. 곤경에 처해있던 육군의 요청에 의해 10월 13일 공고와 함께 핸더슨 비행장을 포격으로 일시사용불능 상태로 만들었다. 덧붙여서 이 때 항공지원이 없는 함대에서 항공기지공격에 난색을 표한 제3전대 사령관 구리타 다케오 중장에 대하여 야마모토 이소로쿠 연합함대 사령관은 "공고, 하루나가 출동하지 않는다면 내가 야마토와 무츠를 이끌고 가서 실행하겠다." 라고 강하게 설득하였다.
10월 26일 과달카날 전역 일련의 전투 중 하나인 남태평양 해전에 참가하지만 시종일관 항모부대 간의 공중전이었고, 또 주력항모부대와는 다른 행동을 하고 있었기에 전투를 치룰 기회는 없었다.
12월 24일 제3전대는 제3함대(재편된 항모기동부대)에 편입, 이듬해 2월 과달카날 철수작전을 지원한다. 그 후 일단 본국으로 돌아가서 수리나 세세한 개장 등을 실시하고 다시 추크섬으로 향하는데 애투 섬 전투 등 북방전황 악화에 아울러 다시 본국으로 귀환, 대기하고 그 다음달에 추크섬으로 돌아갔다. 6월 14일에 함장이 모리시타 노부에로 바뀐다. 이후엔 연말까지 추크 섬이나 브라운 환초 방면에서 활동하게 되는데 특별한 전투는 없었다.
1944년 1월 25일 야마토 함장으로 전임한 모리시타 함장의 후임으로 시게나가 카즈에가 취임. 반공(反攻)작전에 의해 사이판에 상륙한 미군 및 이를 지원하는 미 함대를 격퇴하기 위해 계획된 「아호(あ號)작전」이 발동되어 6월 19일 마리아나 해전에 참가, 야마토 등 전위부대의 일원으로 출격하나, 주력항모부대는 큰 피해를 입고 패퇴하고 하루나도 직격탄 2발을 맞고 손상을 입는다. 이 손상은 이외로 치명적이었고 수리완료 후에도 전속력을 내면 함미가 진동하는 등 하루나의 전력발휘에 영향을 주었다. 수리와 아울러 현창폐쇄 등 불침공사나 대공화기의 대폭증강이 이루어졌다.
10월 필리핀 레이테만 전투에 참가, 이 배는 구리다 중장 휘하의 제1유격부대의 일원으로 상륙 중인 미 육군부대를 포격하기 위해 계속 진격하여 25일 사마르 섬 근해에서 발견한 스프레이그 소장 휘하의 제77기동함대와 교전, 이른바 사마르 해전에선 미 함대를 추격했지만 전술했던 함미진동의 영향에 의해 공고 정도의 전과를 올리지는 못했다. 혼란스러운 전황 속에서 구리다 중장에 의해 퇴각명령이 내려지고 하루나도 귀환도중 필리핀 서쪽 바다에서 미군의 추격에 의해 지근탄을 맞고 손상을 입는다. 이 때문에 본국으로 돌아가서 구레에서 수리를 받는다. 동년 12월 20일 타카오 경비부 참모부장으로 전임한 시게나가 함장((10월 15일 소장진급)을 대신해 경순양함 야하기의 전함장인 요시무라 마사타케 대좌가 취임하지만 요시무라 함장 휘하에서 출격할 기회는 두번 다시 오지 않았다.

### 최후
1945년 연패를 거듭하던 일본에선 함선을 운용할 연료도 부족했고 레이테만 전투에서 살아남은 하루나 전함도 수리를 받던 구레에 계속 정박해있을 뿐이었다. 소속을 구레 진수부로 옮기고 2월에는 구레 진수부의 경비함이 되며 3월 19일, 구레 해군공창 앞에서 정박 중에 중장 휘하의 미 제58기동함대 함재기의 폭격을 받았는데 이 때의 피해는 경미했다. 4월이 되어서 예비함이 되고 마리아나 해전 후의 개수에서 대폭으로 증설된 대공화기나 부포의 절반, 대공지휘장치 등을 육상방어에 치중하기 위해 철거하였다. 6월 22일 B-29에게 직격탄 1발을 맞았고, 대공포대로 쓰기 위해 구레의 맞은 편 에다지마 해안에서 닻을 내렸는데 이것이 마지막 전장이 되었다. 7월 24일과 28일의 구레 군항공습에서 이번에는 마켄 중장 휘하의 제38기동함대에 의한 대규모 공격을 받는데 마찬가지로 연료도 전술도 없던 상태의 항공전함 이세, 휴가나 항공모함 아마기와 함께 정박해있던 하루나는 2번포탑의 포측조준에 의한 3식탄 사격 등으로 격렬하게 저항하였지만 20발 이상의 명중탄을 맞고 침수, 대파 착저(着底, 주저앉음)하였다. 이 때 앞 부분 주포나 대공무장의 일부는 그래도 사용할 수 있는 상태였지만 이미 이 배가 싸울 기회는 없어졌으며 그대로 종전을 맞이하게 된다. 또 최후의 모습은 주포탑 등에 얼룩무늬의 미채를 넣고 함교에는 그물을 이용한 위장을 하였는데 이는 별 의미가 없었다고 여겨진다.
또 7월 28일의 공격에서 하루나는 2기의 B-24를 (탈로아, 론섬레이디) 격추했다. 두 기체의 승무원은 포로가 되어서 히로시마에 수용되었다. 그리고 8월 6일 원폭투하로 인해 심문을 위해 도쿄로 이송된 론섬레이디의 기장을 제외한 전원이 피폭사하였다.
미 전략폭격 조사단에 의하면 구레정박 중에 하루나가 맞은 명중탄은 3월 19일에 1발, 6월 22일에 7발, 7월 24일에 1발, 7월 28일에 7발, 기타 지근탄 다수라고 한다. 남아있는 사진에선 후부에 큰 경사가 져있고 정면에서 본 사진에선 함수좌현도 대파된 것을 볼 수 있다. 우현측은 에다지마에 가까웠기 때문에
좌현을 중심으로 공격을 받은 것을 알 수 있다. 상기의 본문과 미 전략폭격 조사단의 명중탄 수가 다른 것은 미, 일의 명중탄, 지근탄의 인식차이에서 기인한다고 여겨진다.
1945년 11월 20일 제적, 1946년 5월 2일 부양 해체 작업 착수, 동년 7월 4일 해체완료.
전함 하루나는 개전 시에 이미 함령이 26년이나 되는 노후함임에도 불구하고 최전선에서 펼쳐진 많은 전투에 참가하였고 자주 손상을 입었다. 그 모습은 개전 직전에 완성하여 최전선의 주요 해전에서도 거의 피해를 입은 적이 없는 「행운의 항모」라고까지 칭송을 받은 즈이가쿠와는 대조적인데 이 두 함은 유키카제 등과 함께 「일본해군의 무훈함」이라고 평가받곤 한다. 또 일본전함 중 그 많은 해전을 치루면서도 살아남으며, 그 종말을 해체라는 모습으로 맞이한데서 많은 책에는 「전함 하루나는 전후 부흥을 위해 자재가 되었다.」는 취지의 기술도 있다.

## 동형함
- 곤고
- 히에이
- 기리시마

## 참고 문헌
- 『일본해군함정 사진집4 전함 하루나·키리시마 전함시대의 여명』(1996년 코진샤) ISBN 4-7698-0774-0
- 『4개의 불기둥-고속전함 용전기』 (1979년 슈에이샤 도요타 죠 著) ISBN 4-08-750286-4
- 토마스 C 카트라이트 著 모리시게 아키 譯 『폭격기 론섬레이디호-피폭사한 미군병사』 (일본방송출판협회, 2004) 64-76항